# Starachowice
Starachowice è una città di 55 126 abitanti della Polonia meridionale situata nel distretto di Starachowice, nel voivodato della Santacroce. Ricopre una superficie di 31,85 km².